# Wolfgang José Bournonville y de Ursel
Wolfgang José Bournonville y de Ursel, II conde de Flegnies, (Mons, Henao, 4 de diciembre de 1715 - Madrid, 29 de abril de 1784) fue un militar valón al servicio de España, capitán general de Aragón durante el reinado de Carlos III.
Pertenecía a una familia importante de los Países Bajos, ya que fue el cuarto hijo de Wolfgang Guillaume de Bournonville (1670-1754), marqués de Bournonville y de Sars, baron de Capres, y Angélique Honorine Florence d'Ursel (1680-1756). Wolfgang Guillaume de Bournonville llegó a capitán al servicio del Rey de España y más tarde pasó al servicio del emperador Carlos IV, donde llegó al grado de general. Wolfgang José permaneció soltero y no tuvo hijos.
En 1736 ingresó en la compañía flamenca de la Guardia de Corps al servicio del Rey de España, en la que llegó a alférez y luego a teniente (1743). Participó en la campaña de Italia de 1743-1748 defendiendo los derechos de Felipe I de Parma. Ascendió a brigadier en 1744 y mariscal de campo en 1754, y en 1748 ingresó en la Orden de Calatrava. En 1760 ascendió a teniente general y en diciembre de 1767 fue nombrado capitán general de Guipúzcoa, cargo que dejó cuando el 24 de marzo de 1768 fue nombrado capitán general de Aragón y presidente de la Real Audiencia de Aragón. El 8 de noviembre de 1769 dejó el cargo cuando fue nombrado capitán de la compañía flamenca de la Guardia de Corps, cargo que detuvo hasta su muerte. En 1770 fue nombrado consiliario de la Real Academia de Bellas Artes de San Fernando.